# Polyorbitoina
Polyorbitoina es un género de foraminífero bentónico considerado un sinónimo posterior de Polylepidina de la subfamilia Helicolepidininae, de la familia Lepidocyclinidae, de la superfamilia Asterigerinoidea, del suborden Rotaliina y del orden Rotaliida. Su especie tipo era Lepidocyclina (Polylepidina) proteiformis. Su rango cronoestratigráfico abarca el Luteciense superior (Eoceno medio).

## Clasificación
Polyorbitoina incluye a la siguiente especie:
- Polylepidina proteiformis †